# Vönöck
Vönöck község Vas vármegyében, a Celldömölki járásban.

## Fekvése
Celldömölktől 7 kilométerre északi irányban fekszik. A szomszéd települések: északkelet felől Kemenesmagasi, délkelet felől Mersevát, dél felől Kemenesszentmárton, délnyugat felől Kemenessömjén, északnyugat felől Csönge és Kenyeri.

### Megközelítése
A település központján, annak főutcájaként a Kapuvár és Celldömölk között húzódó 8611-es út húzódik végig, nagyjából észak-déli irányban, közúton ezen érhető el a legegyszerűbben a két végponti város irányából. A tőle keleti-északkeleti irányban fekvő, környező településekkel a 8412-es, nyugati-délnyugati szomszédaival pedig a 8454-es út köti össze. Vasútvonal nem érinti.

## Története
Vönöck a Kemenesalján húzódó, 850 lélekszámú, többutcás, szalagtelkes község. A bazaltvulkán a „tanúhegytől”, a Ság hegytől 7 km-re terül el északi irányban. A község nevét legkorábban 1265-ben említik meg írásos formában. Története során végig köznemesek, kisnemesek birtokolták.
A településnek vasútállomása volt az  1897. december 19-én megnyitott Nezsider–Celldömölk-vasútvonalon, amelynek Fertőszentmiklós és Celldömölk közötti szakaszát 1979. május 26-ával szüntették meg.
A település állomásán történt a GYSEV legnagyobb balesete 1942. június 30-án. Emberi mulasztás miatt 80 sérültet és négy halottat követelt a Sopronba tartó BCmot 16 pályaszámú motorkocsiból és két mellékkocsiból álló szerelvény, amikor szinte fékezés nélkül belerohant a nyílt pályán, Vönöck állomás bejárati jelzője előtt álló vegyesvonatba.

## Közélete

### Polgármesterei
- 1990–1994: Horváth István (független)[3]
- 1994–1998: Horváth István (független)[4]
- 1998–2002: Horváth István (független)[5]
- 2002–2006: Riczinger János (független)[6]
- 2006–2010: Riczinger János (független)[7]
- 2010–2014: Palotai László (független)[8]
- 2014–2019: Palotai László (független)[9]
- 2019–2024: Buti Mónika (független)[10]
- 2024– : Tarczi Györgyi (független)[1]

## Népesség
A település népességének változása:
| Lakosok száma | 739  | 733  | 728  | 697  | 676  | 647  | 644  |
|               | 2013 | 2014 | 2015 | 2021 | 2022 | 2023 | 2024 |

A 2011-es népszámlálás során a lakosok 70,2%-a magyarnak, 0,7% németnek, 0,7% cigánynak, 0,3% bolgárnak mondta magát (29,4% nem nyilatkozott; a kettős identitások miatt a végösszeg nagyobb lehet 100%-nál). A vallási megoszlás a következő volt: római katolikus 31,8%, evangélikus 28,3%, református 0,7%, görögkatolikus 0,4%, felekezet nélküli 0,9% (37,8% nem nyilatkozott).
2022-ben a lakosság 93,3%-a vallotta magát magyarnak, 1,5% cigánynak, 0,7% németnek, 0,3% örménynek, 0,1-0,1% ruszinnak és görögnek, 1,3% egyéb, nem hazai nemzetiségűnek (6,1% nem nyilatkozott; a kettős identitások miatt a végösszeg nagyobb lehet 100%-nál). Vallásuk szerint 33,1% volt római katolikus, 28,8% evangélikus, 1,5% református, 0,3% egyéb keresztény, 1,2% egyéb katolikus, 3,6% felekezeten kívüli (31,1% nem válaszolt).

## Látnivalók
- A római kor emlékét őrzi a Művelődési Ház falába beépített tégla, melyet a római „hadiút” mentén feltárt sírban találták
- 1811–12-ben a Farkas-kúriában élt Kisfaludy Károly író, költő. Itt öntötte végleges formába az A tatárok Magyarországon című művét. Emléktáblája az 1997-ben létrehozott parkban található.
- Az evangélikus templom 1796-ban épült, amelyhez 1903-ban készült el a torony.
- A római katolikus templomot (1943) Szent István királynak szentelték, 2001-ben újabb harangot kapott.
- A vidék népi építészetének egyik jeles képviselője a szegényparaszti porta, melyet a Vasi Múzeumba telepítettek át a községből. Különlegessége a hosszúágas kontyolt tető alkalmazása.
- Szili Pál tanító síremléke az evangélikus temetőben található ő az 1848–49-es forradalom és szabadságharc idején őrmesterként harcolt.
- A hősi emlékmű az első világháborúban elesett katonák emlékét őrzi.
- 1903-ban épült neobarokk-neoklasszicista stílusú kastély, amelyet Miskolczi Imre építtetett. Később a Pfeiffer család, majd a Karátsony család tulajdonába került. Az épületet gondozott park veszi körül.
- Karácsony kastély

1903-ban épült neobarokk-neoklasszicista stílusú kastély, melyet Miskolczi Imre építtetett. Később a Pfeiffer család, majd a Karátsony család tulajdonába került. A kastélyban 59 évig általános iskolai képzés folyt. Az épületet gondozott park veszi körül.

### Az evangélikus templom
Miközben az 1500 és 1600-as években hazánkat dúlta a török, a reformáció hatása Vönöck népére is kihatott. Vas vármegyében, már 1536-ban Nádasdi Tamás főnemes védnöksége alatt virágzó evangélikus gyülekezetek jöttek létre Kemenesalján. A régi feljegyzések szerint Vönöck községben az iskolai oktatás 1570 táján indulhatott meg. Először evangélikus iskola és tanító volt a községben. Az első tanítók nevét nem ismerjük. Az ismertek: Farkas Mátyás 1706-tól 1725-ig. 1788-tól Rácz József, 1803-tól Sólyom János, 1808-tól Matisz András, 1840-ben Marton Gábor, 1856 Bognár Sámuel, majd Nagy János, 1857-től Szily Pál, aki huszár őrmesterként vett részt a szabadságharcban. A község lakossága nagy tisztelettel beszélt róla. Szakállat viselt, hogy az arcán levő kardvágást eltakarja. A vönöcki evangélikus temetőben van eltemetve, utcát is neveztek el róla. Őt követte Nagy Pál, aki ebben az évben énekkart is alapított. Az iskola több alkalommal is leégett.
1796-ban építette az evangélikus egyházközség a hívek nagymérvű társadalmi segítsége mellett a torony nélküli templomot. 1903-ban épült az evangélikus templomnak a tornya. Ez évben szűnt meg az evangélikus lelkészlakás előtt levő fából készült kettős harangláb, miután a harangok a toronyba kerültek.
Bővült az iskolai oktatás. 1900-ban megszervezték az evangélikus iskolánál a II. sorszámú tanítói állást. Az iskola vezetője Weber Gyula, a másodtanító Hajas Dénes, majd 1901-től Nagy Kálmán 1903-tól Papp Sándor, majd Dömötör Vince, aki elesett az első világháborúban. A háború előtti kulturális élet csak az 1920-as évek elején zökkent helyre. Az evangélikus fiatalok a Boda féle kocsmaépület egyik szobáját bérelték ki. De ez a helyiség nem volt megfelelő, 1932-ben társadalmi munkával ifjúsági otthont építettek.
Férfikarként mint egyházi énekkar indult, de az 1930-as évek végétől részt vett a községi ünnepeken is. Az énekkar egyházmegyei versenyeken is részt vett. Emlékezetes énekkari számai: „A reményhez” és „A madár fiaihoz” című dalok.
Nagy Pál után Weber Gyula, Böröcki Vilmos, Rácz Endre és 1947 után Bognár Sándor volt az énekkar vezetője.
1933-ban telepes rádióval az evangélikus ifjúság is rendelkezett. (A rádiók száma ez időben 4-5 db volt a faluban). 1938-ban kapott villanyt a község.

## Vönöck híres emberei
- Boda Dezső székesfővárosi rendőrfőkapitány
- Haller Frigyes fotóművész, szakíró
- Tőke László a kémiai tudományok doktora, akadémikus.